# كابال
كابال، هو أحد شخصيات المقاتلين في اللعبة المشهورة مورتال كومبات (مورتال كومبات الصراع المميت). يتميز بالسرعة الكبيرة والقناع الذي يخفي وراءه الحروق والسيفان المعقوفان.

## قصته
كان كابال زميلاً لسترايكر (شخصية أخرى في اللعبة) في قوات التدخل السريع الأمريكية الأسلحة والتكتيكات الخاصة عندما هاجمت قوات شاو كان كوكب الأرض للاستيلاء عليه، وبينما كان كابال وسترايكر يحاولان التصدي لهم، قام كينتارو بنفث النار على كابال وإحراقه، ثم قام الساحر شانغ تسونغ بالاعتناء به بمساعدة كاينو ووضعوا له جهازاً ليتنفس منه وجهازاً نفاثاً للتنقل بسرعة وكذلك أعطاه كاينو السيفين المعقوفين الذين يتميز بهما كابال. لكن كابال مع ذلك لم ينضم إلى قوات شاو كان بل وقف ضدهم مع رايدن والآخرين.

## وصلات خارجية
فيديو عنه